# بي راجيش
بي راجيش هو لاعب كرة قدم ماليزي في مركز الدفاع، ولد في 21 يونيو 1985 في سلاغور في ماليزيا. شارك مع منتخب ماليزيا لكرة القدم. أما مع النوادي، فقد لعب مع نادي سلاغور.

## وصلات خارجية
- بي راجيش على موقع Soccerway.com (الإنجليزية)